# Hadi Habibi
Hadi Habibi (pers. هادی حبیبی; ur. 17 września 1978) – irański zapaśnik w stylu wolnym. Czwarty na mistrzostwach świata w 2003. Złoto na mistrzostwach Azji w 2006, brąz w 2005. Czwarty w Pucharze Świata w 2005; szósty w 2007. Pierwszy na uniwersjadzie w 2005. Drugi na uniwersyteckich mistrzostwach świata w 2004 i 2006 roku.